# 筑波科學城
筑波科學城（日语：筑波研究学園都市）位於日本茨城縣南部筑波山南麓筑波高原，是日本唯一集中設置研究機關和大學的科學園區。整個科學城分為「科學園區」（佔地約2700公頃）和「周邊開發地區」兩個部分。行政區劃上，整個科學城均屬茨城縣筑波市管轄。自1960年代開發至今，已有約300家研究機關和企業進駐，並有約20,200名研究人員（2012年數據）在區內工作。

## 概述
筑波科學城於1963年（昭和38年）決議建設，並於1980年（昭和55年）完成預定的國家科學研究機構、大學與設施的新設與轉移，並且完成主要的都市基礎設施。隨著都市中心的發展，周邊地區開始吸引民間企業進駐並開發。
筑波科學城的設立主要有兩個目的，其一為發展能夠適應時代的科技和因應高等教育需求的提高。其二是為了平衡東京都過於稠密的人口。

## 現況
現在的筑波科學城大約有20萬的居民，公、民營合計約有300間研究機關或企業，擁有超過20000名研究人員，總面積達到28400公頃，是日本最大的技術研究開發據點；同時也是一座高度發展，且具良好生活機能之都市。
作為科學研究重鎮，筑波科學城涵蓋各領域的重要研究機構，其研究領域包含建築、化學、醫藥生技、資訊科技、食品等，並且有許多國家級研究中心設立於此，也有數所大學設立於此，其中較知名的是筑波大學，QS國際排名約與臺灣國立清華大學、國立交通大學相仿。